# بولويرية
بولويرية (الاسم العلمي: Bulweria)، جنس طيور بحرية من فصيلة الطيور النوية. سُمي الجنس على عالم الطبيعة الإنجليزي جيمس بولوير. أنواعه ثلاثة اثنان منها موجودة وواحد منقرض (طائر النو أولسون)، أعطانها المحيط الهادئ والمحيط الهندي والمحيط الأطلسي.